# Jüdischer Friedhof (Dolný Kubín)

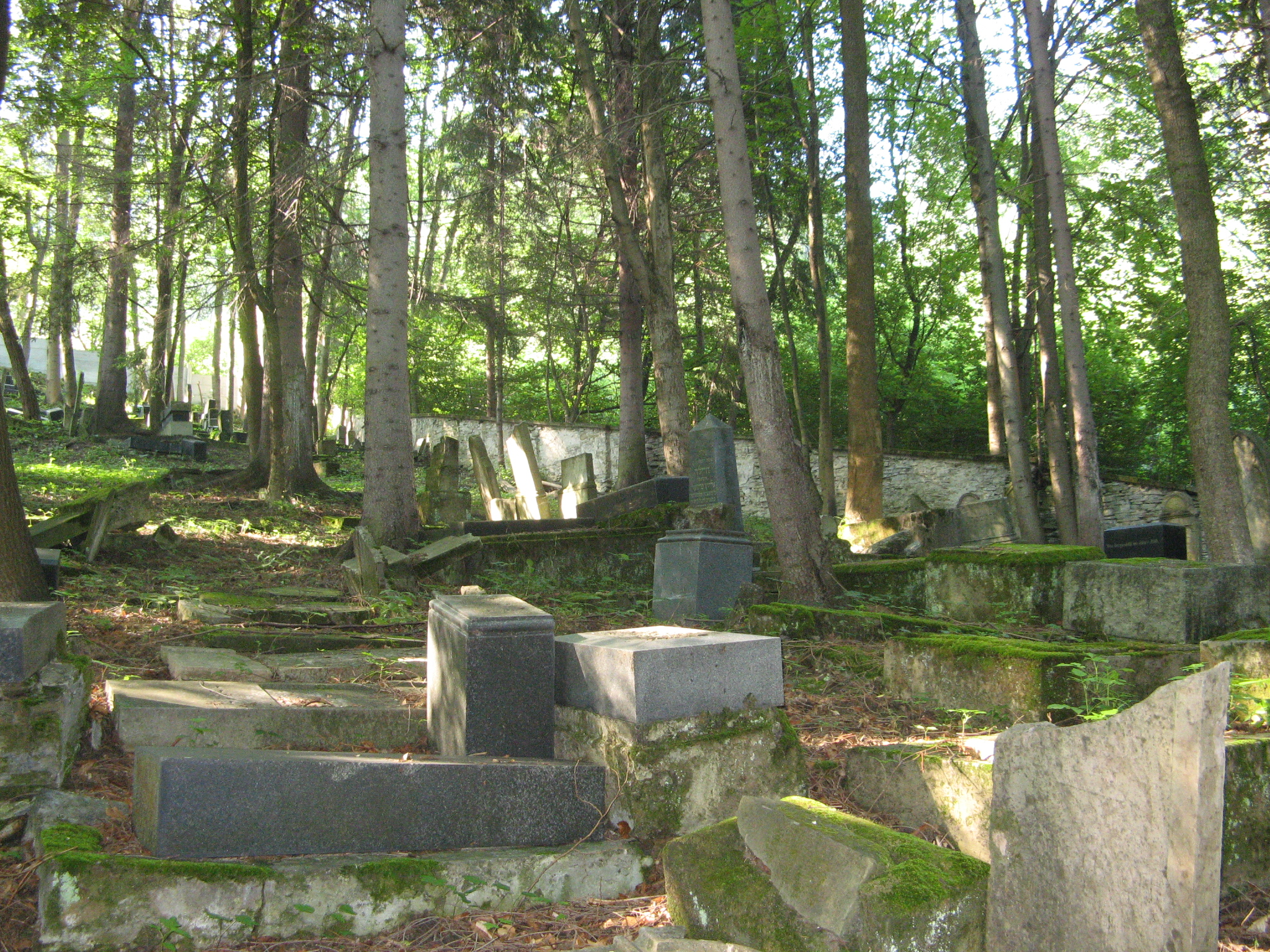
Jüdischer Friedhof in Dolny Kubin

Der Jüdische Friedhof in Dolný Kubín, einer slowakischen Stadt im Bezirk Dolný Kubín, wurde Ende des 18. Jahrhunderts errichtet.
Auf dem jüdischen Friedhof mit Hunderten Gräbern sind sehr viele Grabsteine beschädigt.